# Tawang (Weru)
Tawang is een bestuurslaag in het regentschap Sukoharjo van de provincie Midden-Java, Indonesië. Tawang telt 3352 inwoners (volkstelling 2010).